# Monumento a la Patria
El Monumento a la patria en Mérida, Yucatán, México es un monumento de piedra erigido a mediados del siglo XX para honrar la patria mexicana, esculpido totalmente a mano por el escultor colombiano Rómulo Rozo, en la avenida Paseo de Montejo. El monumento es una de las estructuras más icónicas de la ciudad y el único del mundo en estar tallado en su totalidad directamente en piedra.

## Historia
El monumento se empezó a construir el 7 de marzo de 1945 por el escultor colombiano Rómulo Rozo con la colaboración del arquitecto Manuel Amábilis Domínguez, de su hijo Max Amábilis y del maestro de obras Víctor Nazario Ojeda. Originalmente, el Monumento a la Patria iba a ser dedicado solamente a la bandera de México, pero más tarde se decidió que el monumento representara gráficamente la historia de México de la manera más completa posible, lo que la convierte en una de las pocas estructuras del país en cumplir esa finalidad. Debido a la complejidad de la obra, la construcción duró 11 años desde el inicio de su edificación hasta que finalmente fue terminada en 1956 e inaugurada el 23 de abril de ese mismo año por el entonces presidente de México Adolfo Ruiz Cortines.
En 2016, el Buró Internacional de Capitales Culturales eligió el Monumento a la Patria como uno de los Tesoros Culturales de Mérida y como parte de los emblemas culturales de la humanidad.

## Acerca del monumento

### Motivo de su construcción
El escultor colombiano Rómulo Rozo, citado por el jefe del Departamento de Patrimonio Cultural de la Secretaría de la Cultura y las Artes de Yucatán, Enrique Martín Briceño, expresó una vez:

He levantado en Mérida el primer altar a la patria para borrar del espíritu nacional las ideas sobre el separatismo yucateco. La patria es de todos y para todos.
Rómulo Rozo

### Descripción
El Monumento a la Patria expone más de 300 figuras talladas a mano que plasman la historia de México desde la fundación de Tenochtitlán en el México prehispánico hasta los acontecimientos más importantes de la historia del país en la primera mitad del siglo XX, e incluso también algunos sucesos y personajes de América. El monolito posee un estilo arquitectónico decó indigenista neomaya y fue totalmente tallado a mano en piedra de cantera. Consiste en un hemiciclo central con dos rampas, una escalera y una fuente. Mide 14 metros de altura y 40 metros de diámetro con una superficie de 2500 metros cuadrados.
En la parte frontal destaca una figura femenina en posición de genuflexión con rasgos mestizos portando vestimenta y joyas mayas como un collar de jade en forma de caracol que pende de su pectoral, cubierta de una cota decorada con serpientes emplumadas junto a un dije que da a entender el origen marino del pueblo de los Itzáes. Sus manos están adornadas con brazaletes que sostenien un portaestandarte del cual iza la bandera de México. En ambos lados de la cabeza de la estatua hay dos figuras fantásticas mitad ave y mitad pez, representando la soberanía sobre los mares territoriales y los cielos. Abajo se ve el escudo de Mérida y una típica choza maya en cuyo interior hay una lámpara en la que arde la llama votiva de la patria mexicana, rodeada de diversos símbolos mayas como jaguares, chacmoles, caracoles, crótalos, flora y fauna endémicas de la entidad, así como 2 caballeros tigres armados y postrados, representando la entrega y protección de las fuerzas armadas de México. Alrededor de la imagen hay una alegoría de ofrendas que representan los frutos de la tierra, y del producto del trabajo de los artistas en mano de 12 deidades, las cuales representan los oficios y las bellas artes del mundo prehispánico.
En la fachada del monumento que da al norte, en la parte cóncava inferior, hay un espejo de agua con un pretil en piedra que simboliza el lago de Texcoco, en el cual hay una reproducción de los hechos que dieron origen al escudo nacional: un águila devorando una serpiente posada sobre un nopal, símbolo de la fundación de Tenochtitlán, ambos con motivos mayas, con dos columnas a cada lado en la que hay guerreros precolombinos de piedra dispuestos a luchar por la patria. En el centro, se observa en el ánfora una ceiba, árbol sagrado de los mayas quienes tenían la creencia de que sus ramas alcanzaban el cielo y sus raíces tenían una conexión al inframundo, con 4 mariposas esculpidas en la parte superior. Al lado derecho de la ceiba pueden verse escenas plásticas de la antigua civilización como mujeres bailando, hombres tocando instrumentos musicales, animales como el tapir y el venado, y los inicios de la historia de México a partir del padre del mestizaje, Gonzalo Guerrero, pasando la etapa de Cristóbal Colón con sus 3 carabelas, los hermanos Pinzón, el descubridor de Yucatán en 1517 Francisco Hernández de Córdoba hasta llegar al fraile Bartolomé de las Casas, defensor de los indígenas. En el lado izquierdo hay imágenes de indígenas con ofrendas y bailando, la imagen de Cuauhtémoc y del astrónomo Francisco Javier. A lo largo de esta cara del monumento se narran diversos pasajes de la vida del país como la independencia de México y sus personajes emblemáticos; la Reforma de Juárez y la lucha de los Niños Héroes contra la intervención extranjera, y a Porfirio Díaz que a la larga se convertiría en dictador. También están plasmados personajes de la Revolución Mexicana  como Francisco I. Madero, Emiliano Zapata y Pancho Villa, así como diversos acontecimientos que llevaron a México a un estado de ‘modernidad’ a principios de la segunda mitad del siglo XX. Un pretil cierra la fuente que simboliza el lago de Texcoco en el que sobresalen 31 pequeñas columnas que corresponden a los 31 estados de la República, símbolo de la unidad de los mexicanos.

## Galería

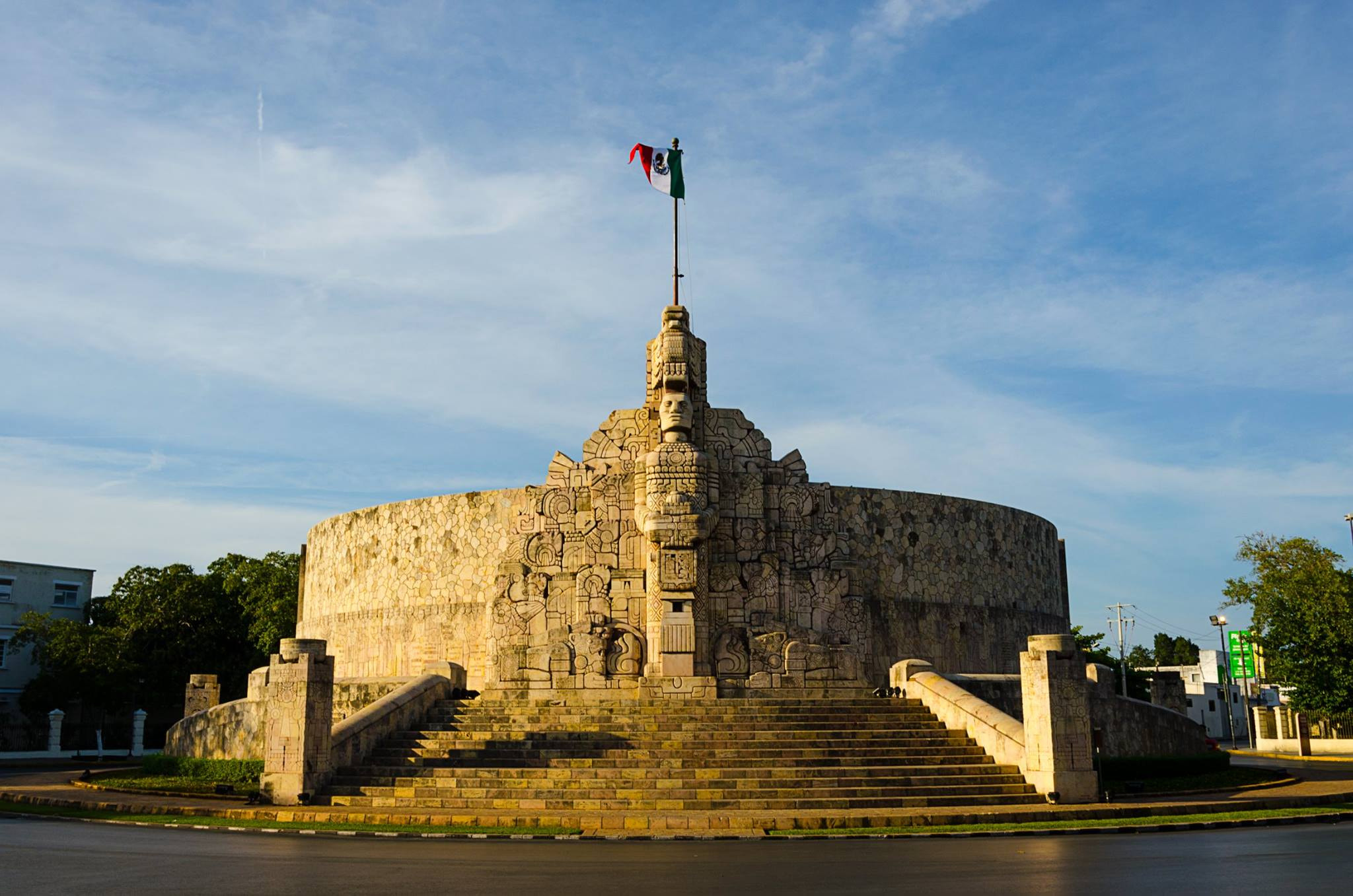
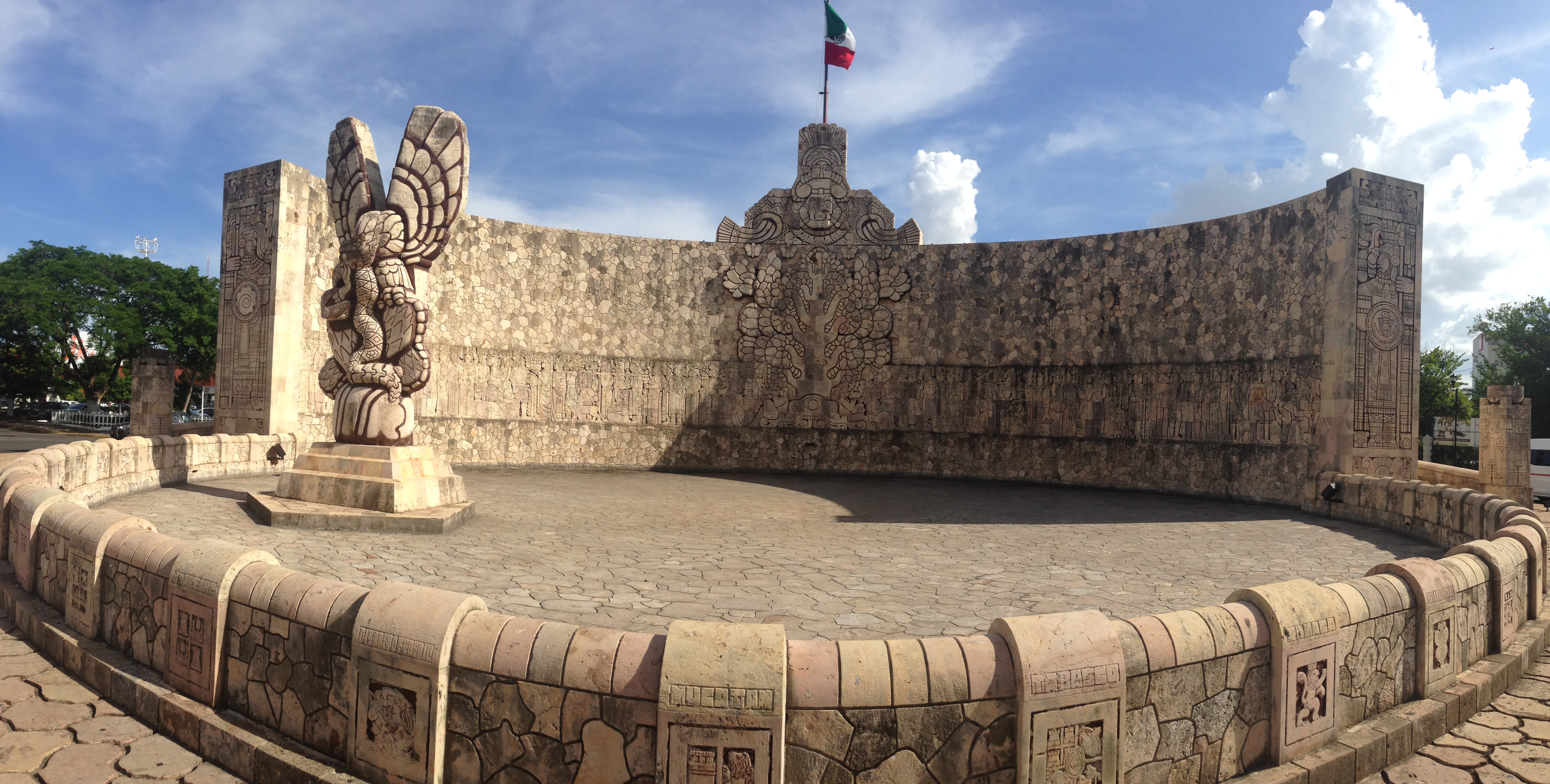
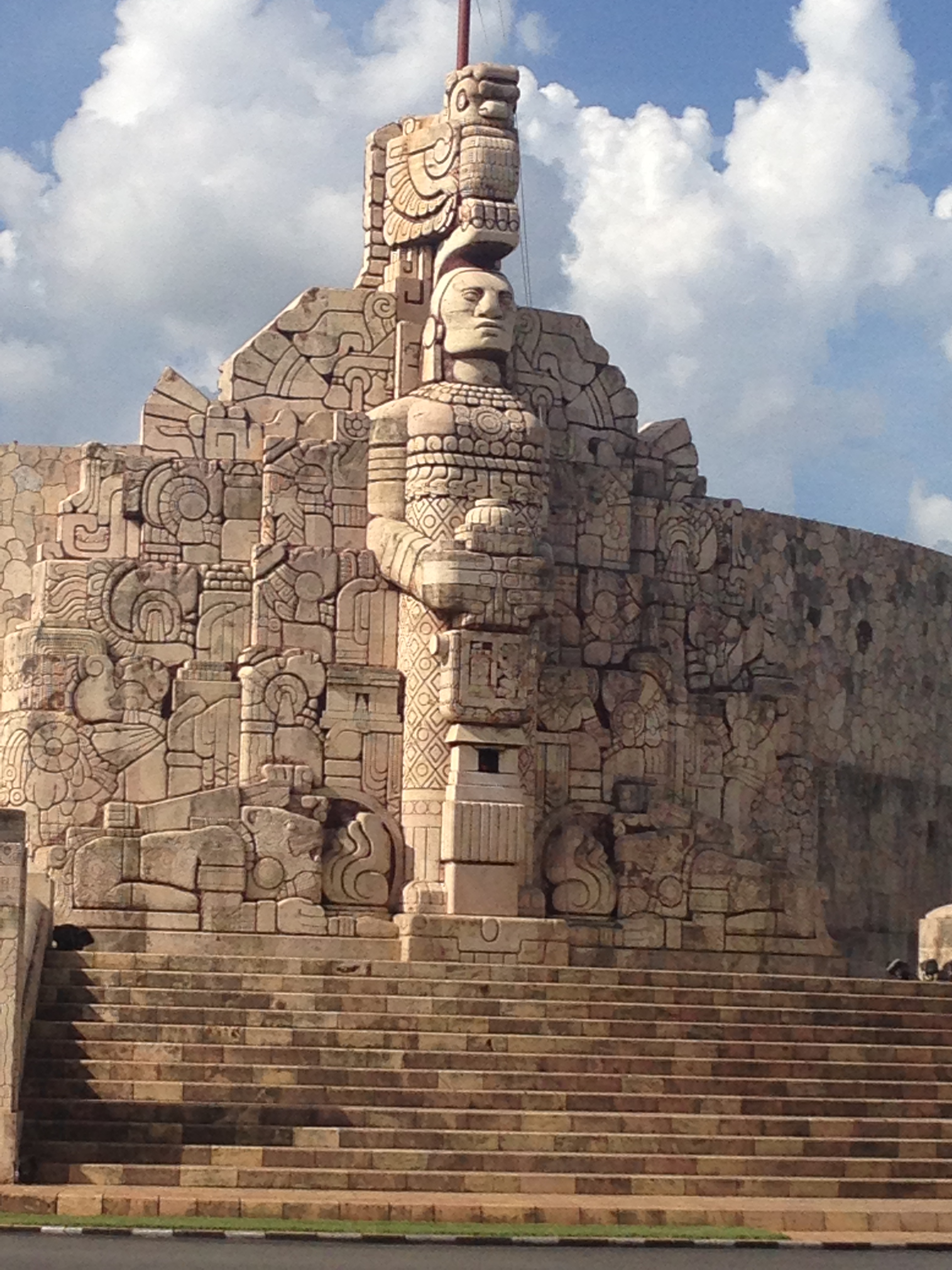
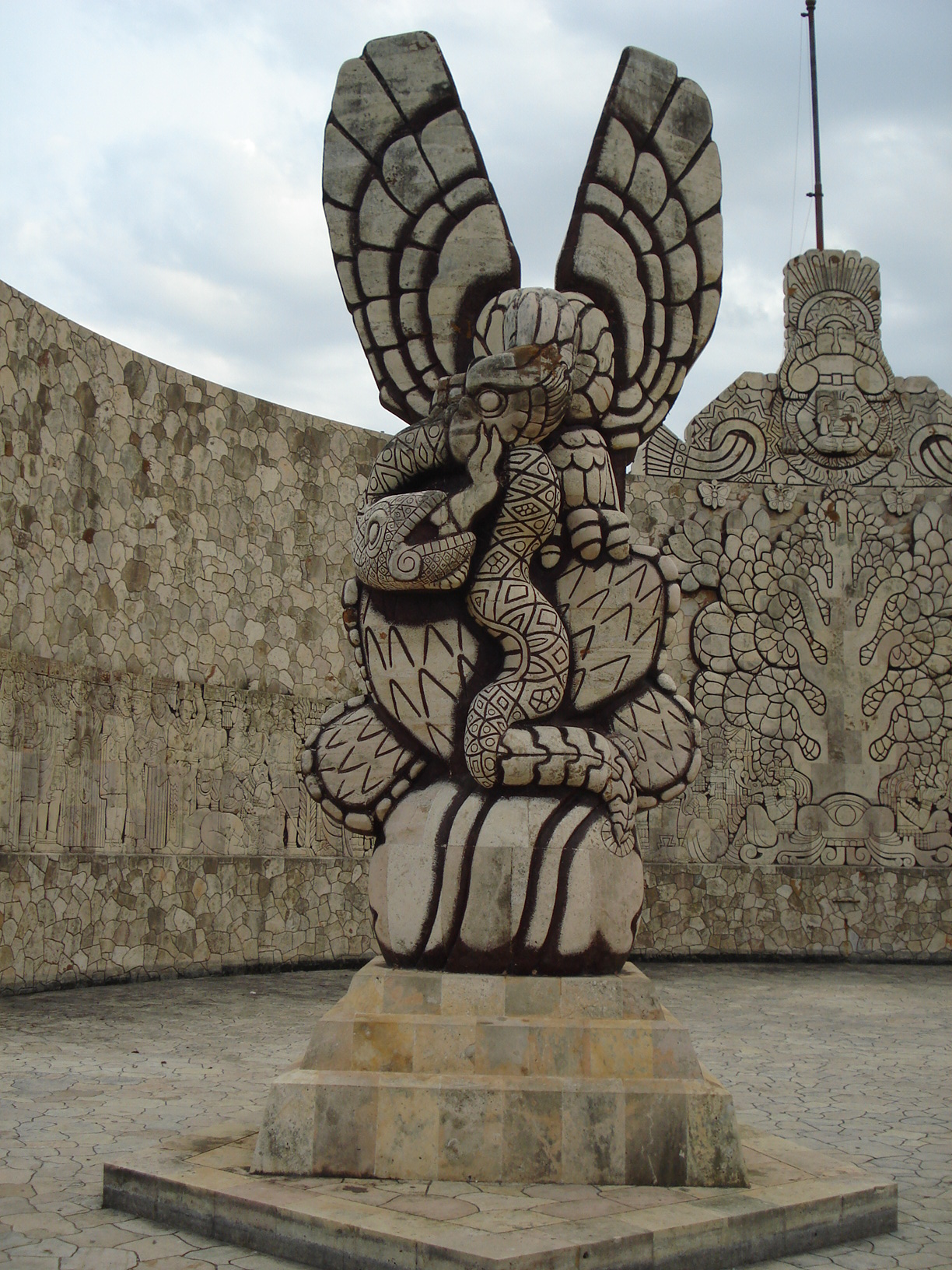
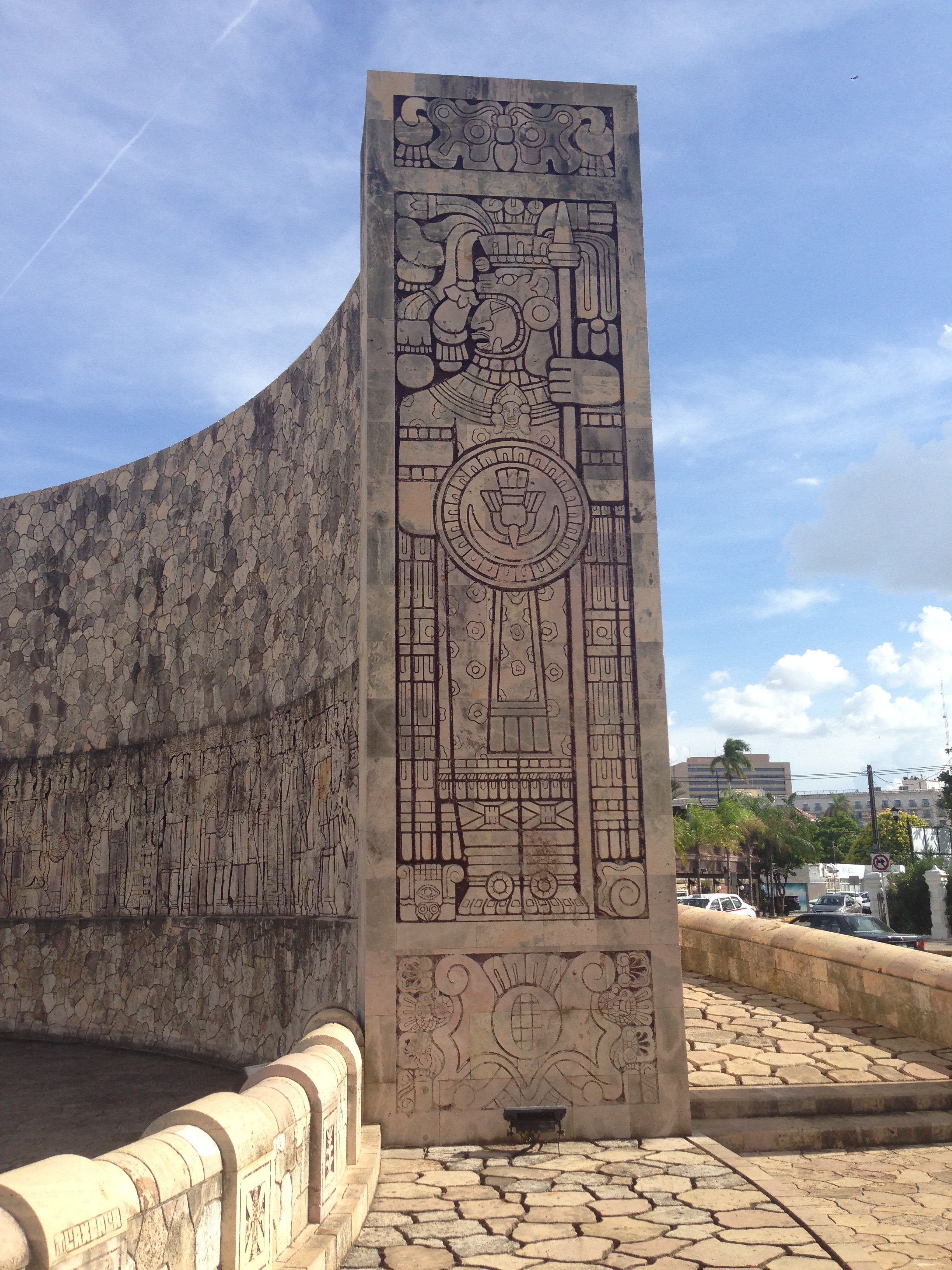
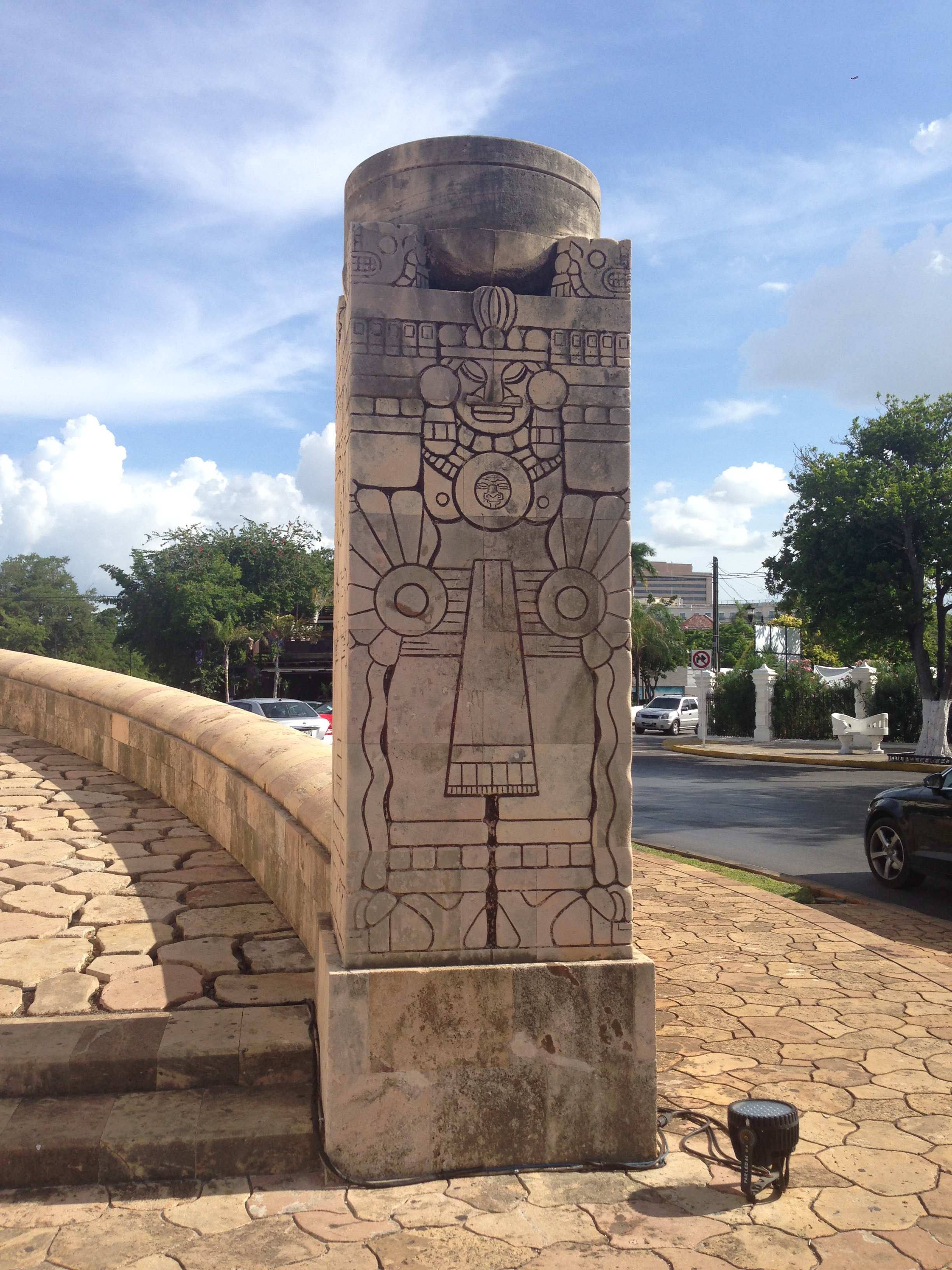